# Wincencin
Wincencin [pronunciación en polaco: /vinˈt͡sɛnt͡ɕEn/] es un pueblo ubicado en el distrito administrativo de Gmina Urszulin, dentro del Condado de Włodawa, Voivodato de Lublin, en Polonia oriental. Se encuentra aproximadamente a 25 kilómetros al suroeste de Włodawa y a 53 kilómetros al este de la capital regional Lublin.